# Oseliwka
Oseliwka (ukr. Оселівка) – wieś na Ukrainie, w obwodzie czerniowieckim, w rejonie dniestrzańskim, w hromadzie Liwynci. W 2021 liczyła 985 mieszkańców.